# Pentaks
Pentax Corporation je japanska optička firma za proizvodnju kamera, sportskih optika (npr. dvogled), itd. Kompanija je pripojena sa Hoja Corporation 2008. Trenutno, Pentax je poslovni deo brand-a Hoya.

## Istorija kompanije
Kompanija je osnovana kao Asahi Kogaku Goshi Kausha u novembru 1919. od strane Kumao Kajiwara, u prodavnici u Toshima, predgrađu Tokija, i počeo proizvodnju korektivnih sočiva. 1938 je promenjeno ime u Asahi Optical Co,Ltd, a ovog puta tu je bila proizvodnja kamera / sočiva. Početkom Drugog svetskog rata,Asahi Optical Co,Ltd se posvetila ispunjavanju vojnih ugovora za optičke instrumente. Na kraju rata Asahi Optical je rasformirana od strane saveznika, pa je tek 1948 dozvoljeno da ponovo radi. Kompanija je nastavila svoje predratne aktivnosti, proizvodnju dvogleda i sočiva za kamere za Konishiroku i Chiioda Kogaku Seiko (kasnije Konica i Minolta).
U periodu oko 1950-e japanska industrija za proizvodnju foto-aparata se vraća na predratni nivo. U Korejskom ratu je se prvi put američka vojska srela sa japanskim (Nikon, Canon) foto-aparatima, sa čijim kvalitetom su bili iznenađeni.
Godine 1952 Asahi Optical predstavlja svoj prvi Asahiflex, prvi japanski 35mm SLR foto-aparat.
Ime Pentax je nastalo od spajanja Asahi-jevih komercijalnih naziva Pentaprism i Contax.

## Spajanje sa Hoya Corp.
U avgustu 2006 Hoya je završila preuzimanje Pentax-a kupovinom 90,59% akcija, da bi 2008 bila kompletno spojena u Hoya Corp..
Ubrzo posle toga Hoya zatvara Pentax-ove fabrike u Japanu da bi ih otvorila u Vijetnamu gde proizvode objektive i na Filipinima gde proizvode foto-aparate.

## Modeli Foto-aparata

### *(Digital)
- * prvi model(2003–2006)
- * (2004–2005)
- * (2005–2006)
- * (2005–2006)
- * (2006)

### (Digitalni)
- (2006–2007)
- (2006–2007)
- (2006–2008)
- (2007)
- (2007–2008)
- (2008–još se proizvodi)
- (2008–još se proizvodi)
- (poznat kao Pentax K2000 u U.S.) (2008 – još se proizvodi)
- (2009–još se proizvodi)
- (2009–još se proizvodi)
- (od 2010)

## Spoljašnje veze
- -ova zvanična strana (језик: енглески)